# Popeye (film)
A Popeye 1980-ban bemutatott amerikai zenés-romantikus filmvígjáték, amely a Popeye, a tengerész című rajzfilmsorozat alapján készült. Az élőszereplős játékfilm rendezője Robert Altman, producere Robert Evans. A forgatókönyvet Jules Feiffer írta, a zenéjét Harry Nilsson és Tom Pierson szerezte. A főszerepben Robin Williams (Popeye) és Shelley Duvall (Oliva) látható. A mozifilm a Paramount Pictures és a Walt Disney Productions gyártásában készült, a Paramount Pictures és a Buena Vista Distribution forgalmazásában jelent meg.
Amerikai Egyesült Államokban 1980. december 12-én, Magyarországon vágott változattal 1986. július 17-én mutatták be a mozikban.

## Cselekmény
Egy tengerparti városkába magányos tengerész érkezik a tenger felől egy szál csónakban evezve. A rakparton egy biciklin ülő ember különös nevű adókat vet ki rá. A városkában nehezen talál szállást, mivel nem szeretik az idegeneket. Talál egy elég rossz állapotú szobát, amit kibérel. A tulajdonosok lánya Oliva, aki másnapi eljegyzésére készül. A tengerész neve Popeye. Egyik jellemzője, hogy állandóan rövid szárú pipát hord a szája szögletében, de a pipát soha nem gyújtja meg, és a pipa nem is ég. A jobb szeme állandóan csukva van, állítása szerint azzal nem lát jól. Az alkarja szokatlanul vastag és erős. Popeye több mint harminc éve a papáját keresi, és úgy érzi, ebben a városkában fogja megtalálni.
Oliva udvarlója egy bizonyos Bluto kapitány, aki igen brutális ember. A városka titokzatos irányítója egy ismeretlen nevű „parancsnok”, az ő parancsait a kapitány az adószedőn keresztül közvetíti a lakosság felé.
Popeye-be belekötnek a kocsmában és kigúnyolják, amit egy darabig eltűr, majd felpofozza a sértegetőket.
Oliva másnap az eljegyzésre való készülődés közben meggondolja magát, és két bőrönddel észrevétlenül kisurran a házból, majd belebotlik Popeye-ba, aki a rakparton őgyeleg. Popeye felajánlja, hogy cipeli a csomagokat, de Oliva bizonytalan abban, hogy hova is akar menni, ezért egy félreeső helyen leülnek beszélgetni. Miközben beszélgetnek, egy titokzatos alak elcseni az egyik bőröndöt, és egy lezárt mózeskosarat tesz a helyébe. Amikor elindulnak, a mózeskosárból csörgés hallatszik, ezért Oliva azt hiszi, hogy csörgőkígyó van benne, de amikor Popeye kinyitja a csomag fedelét, kiderül, hogy csak egy fiúcsecsemő. A mellékelt levélen a gyermek anyja azt kéri Popeye-től, hogy viselje gondját a kicsinek a következő 25 évben, mintha az anyja lenne, amíg ő az anyagi gondjait rendbe szedi. Popeye ezt szó szerint veszi, és úgy beszél saját magáról, mintha a fúcska anyja volna. A gyerek a Cukorborsó nevet kapja.
Mivel Oliva kiadta az útját udvarlójának, Bluto kapitánynak, ezért ő rájuk szabadítja az adószedőt, aki újabb elképesztő adók kivetésével szinte minden ingóságukat lefoglalja, és hatalmas adósságot terhel rájuk.
Hajón egy világhírű bokszoló érkezik a városkába és nyilvános jelentkezésű, pénzdíjas összecsapásokat hirdetnek meg. Oliva családjának egyik tagja is ringbe száll, hogy pénzt szerezzen a családjának, de megszégyenítő vereséget szenved. Ekkor Popeye is megmérkőzik a hústoronnyal, aki neki is kioszt jó néhány pofont, majd Popeye kiüti a kihívót.
Amikor később arról beszélgetnek Olivával, hogy a lány aggódott-e amiatt, hogy Popeye-nek esetleg baja esik, Oliva azt mondja, hogy eleinte igen, majd megkérdezte Cukorborsót, aki azt mondta neki, hogy Popeye-nek nem lesz semmi baja és győzni fog. Popeye ezt kétkedve fogadja. A család nagybácsija, aki szenvedélyes szerencsejátékos, azonban felfigyel a lehetőségre, és séta ürügyén elviszi magával Cukorborsót a lóversenyre (apró lófigurák mennek egy szerkezetben). Cukorborsó tippjei (amit nem érthető beszéddel, hanem gügyögéssel közöl) sorra nagy nyereményt hoznak a bácsinak, azonban az egész család keresni kezdi a kicsit és Popeye visszaveszi tőle a gyereket, amikor meglátja, hogy mire akarta használni (a hely egy bordélyházból nyílik). A gyerekre Bluto kapitány is felfigyel egy titkos ablakból, és megbízza a nagybácsit, hogy lopja el neki a gyereket és hozza a hajójára (ahova mindenkinek tilos a belépés).
A gyereket hamarosan keresni kezdi a család, és egyikük a távcsövén észre is veszi, hogy Bluto kapitány hajóján van. Oda azonban csak Popeye mer felmenni, akit Oliva is követ. A hajón új szereplő tűnik fel, a várost uraló titokzatos „parancsnok”, aki stílusában, kinézetében igencsak hasonlít Popeye-re. Őt azonban Bluto kapitány egy vastag kötéllel egy székhez kötözi, és elviszi a gyereket. A  „parancsnok” ugyanis kifecsegte előtte, hogy egy kincsesládát rejtett el a közelben, Bluto ezt akarja megszerezni magának.
Popeye nagyon megörül, amikor felismeri a „parancsnok”-ban a rég elvesztett apját, aki egyáltalán nem örül a találkozásnak. Az egész csapat Bluto kapitány hajójának nyomába ered, aki a gyereken kívül Olivát is elrabolta. Popeye tiltakozása ellenére apja több ágyúlövést is lead a hajóra, ami ezektől majdnem elsüllyed. Bluto kapitány egy bizonyos helyen lemerül a tengerbe, megtalálja és a felszínre hozza a kincsesládát, aminek a közelében egy gonosz kinézetű polip ólálkodott. Popeye mint élő tengeralattjáró halad a vízben, eközben pipáját periszkópként használja. Ökölharcra kerül sor a kapitánnyal. Majd karddal hadakoznak egymással. Eközben a polip előbb a gyerek, majd Oliva felé nyújtogatja fenyegető csápjait. Cukorborsót Popeye apjának sikerül kihalásznia egy nagy horoggal, mielőtt a polip a gyerek csónakját magával viszi a mélybe. Ekkor kiderül, hogy a „kincsesláda” csak az apa számára fontos emlékeket tartalmaz: pl. spenótkonzervet, gyerekcipőt, sípot, stb.
A polip lerántja Olivát a mélybe. Kardozás közben Popeye is beleesik a tengerbe, ahova Bluto kapitány utánaugrik, hogy tovább harcolhasson vele. Popeye apja korholja a fiát, hogy ha elegendő spenótot evett volna kiskorában, akkor lenne elég ereje győzni a harcban, és ledob neki egy konzervet. Popeye azonban nem szereti a spenótot, ezért Bluto kapitány kínzásképpen a szájába erőlteti a konzervdoboz tartalmát. Popeye ereje ettől annyira megnő, hogy nem csak Bluto kapitányt győzi le, hanem a polipot is megsorozza a víz alatt, ami elengedi Olivát.
Bluto kapitány a nyílt tenger felé, úszva menekül, miközben a többiek a főcímdalt dalolva ünneplik Popeye győzelmét.

## Szereplők
| Szereplő                                 | Színész           | Magyar hang      |
| ---------------------------------------- | ----------------- | ---------------- |
| Popeye                                   | Robin Williams    | Szombathy Gyula  |
| Olíva Olaj                               | Shelley Duvall    | Pálos Zsuzsa     |
| Papi                                     | Ray Walston       | Csákányi László  |
| Wimpy                                    | Paul Dooley       | Horkai János     |
| Bluto kapitány                           | Paul L. Smith     | Huszár László    |
| Geezil                                   | Richard Libertini | Tahi Tóth László |
| Adószedő                                 | Donald Moffat     | Kautzky József   |
| Cole Olaj                                | MacIntyre Dixon   | Makay Sándor     |
| Nana Olaj                                | Roberta Maxwell   | Földi Teri       |
| Castor Olaj                              | Donovan Scott     | Koroknay Géza    |
| Ham Gravy                                | Bill Irwin        | Balázsi Gyula    |
| Oxblood Oxheart, a bokszoló              | Peter Bray        | Surányi Imre     |
| Mrs. Oxheart, a bokszoló anyja és edzője | Linda Hunt        | Margitai Ági     |
| Chizzelflint, a zálogkölcsönző           | Wayne Robson      | Szerednyey Béla  |
| Scoop, a riporter                        | Geoff Hoyle       | Korbuly Péter    |
| Cukor-borsó                              | Wesley Ivan Hurt  | eredeti nyelven  |
| Rough House, az étterem tulajdonosa      | Allan F. Nicholls | N/A              |

További magyar hangok: Balkay Géza, Dengyel Iván, Földessy Margit, Kránitz Lajos, Márton András, Orosz István, Varga T. József

## Betétdalok
| 1.    | I Yam What I Yam          |  | 2:16 |
| 2.    | He Needs Me               |  | 3:33 |
| 3.    | Swee' Pea's Lullaby       |  | 2:06 |
| 4.    | Din' We                   |  | 3:06 |
| 5.    | Sweethaven—An Anthem      |  | 2:56 |
| 6.    | Blow Me Down              |  | 4:07 |
| 7.    | Sailin'                   |  | 2:48 |
| 8.    | It's Not Easy Being Me    |  | 2:20 |
| 9.    | He's Large                |  | 4:19 |
| 10.   | I'm Mean                  |  | 2:33 |
| 11.   | Kids                      |  | 4:23 |
| 12.   | I'm Popeye the Sailor Man |  | 1:19 |
| 35:46 |                           |  |      |

## Televíziós megjelenések
A vágott változattal a televízióban vetítették le:
- TV-1 / M1, RTL Klub, HBO, M2, Duna